# Żółkiewka (Strzegom)

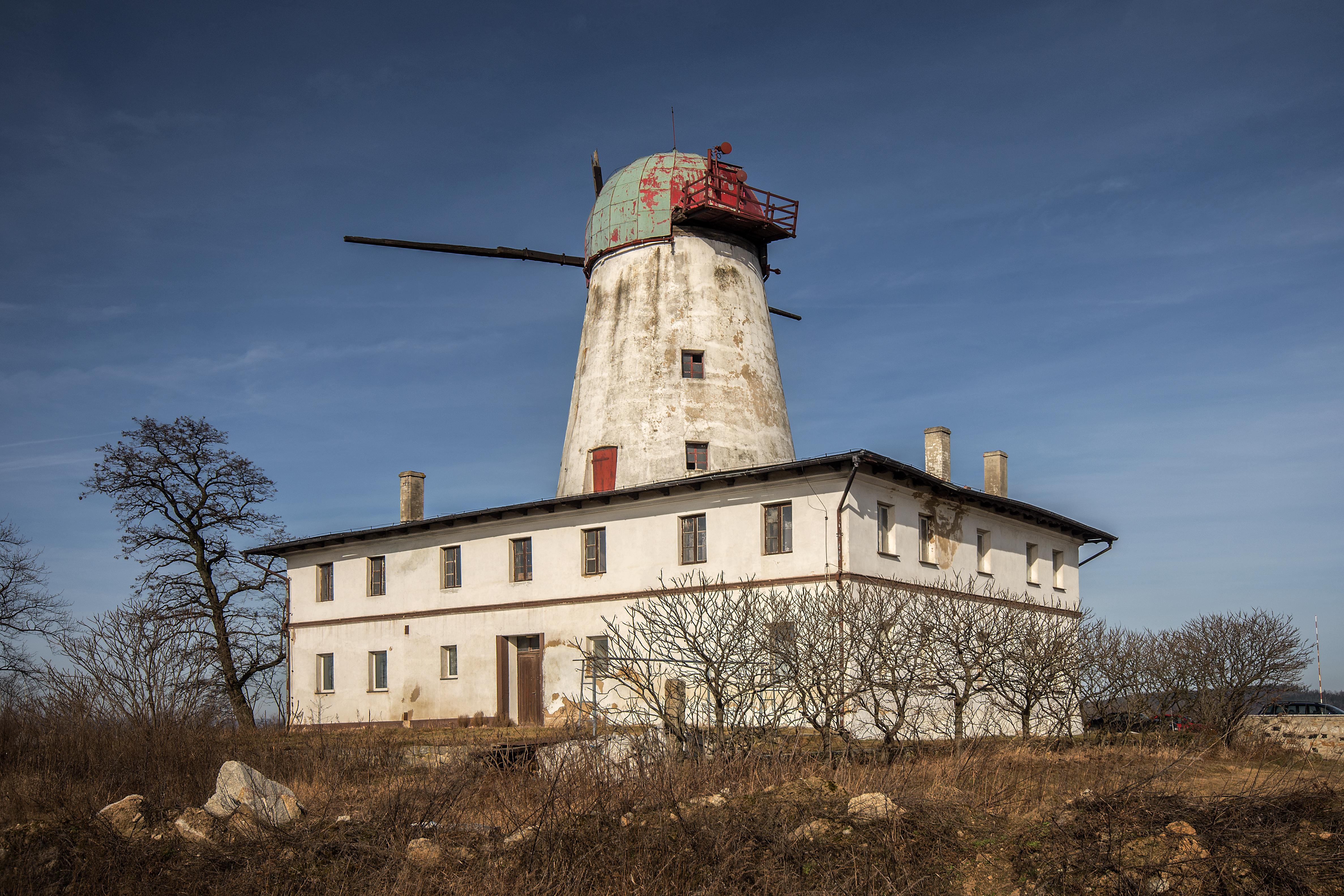
Windmühle

Żółkiewka (deutsch Pilgramshain, früher ein Teil Ludwigsdorf) ist ein Ort in der Stadt- und Landgemeinde Strzegom (Striegau) im Powiat Świdnicki der Woiwodschaft Niederschlesien in Polen.

## Nachbarorte
Nachbarorte sind Żelazów (Eisdorf) im Westen, Wieśnica (Fehebeutel) im Nordosten, Strzegom (Striegau) im Südosten.

## Geschichte
„Pilgerimishayn“ wurde erstmals 1318 in einem Dokument erwähnt. Der östliche Teil des Dorfes hieß früher Ludwigsdorf. Besitzer waren 1742 Karl Sigmund von Seidlitz und 1785 sein gleichnamiger Sohn. Nach dem Ersten Schlesischen Krieg fiel Pilgramshain mit dem größten Teil Schlesiens 1741/42 an Preußen. 1785 zählte das Dorf ein herrschaftliches Wohnhaus mit einem Garten, zwei Vorwerke, vier Bauern, 29 Gärtner, eine Windmühle und 208 evangelische nach Striegau eingepfarrte Einwohner. 1845 war der Eigentümer ein Leutnant von Seidlitz. Pilgramshain bestand damals aus 53 Häusern, einem alten und einem neuen Schloss, einem Vorwerk, 396 Einwohnern (13 katholisch und der Rest evangelisch), evangelischer und katholischer Kirche zu Striegau, einer zwischen 1758 und 1760 gegründeten evangelischen Schule mit einem Lehrer, einer Windmühle, zwei Brennereien, acht Handwerkern, einem Höker und einem Granitsteinbruch. Pilgramshain gehörte bis 1932 zum Landkreis Striegau und darauf bis 1945 zum Landkreis Schweidnitz.
Als Folge des Zweiten Weltkriegs fiel Pilgramshain mit fast ganz Schlesien 1945 an Polen. Nachfolgend wurde es durch die polnische Administration in Żółkiewka umbenannt. Die deutschen Einwohner wurden, soweit sie nicht vorher geflohen waren, weitgehend vertrieben. Die neu angesiedelten Bewohner waren teilweise Zwangsumgesiedelte aus Ostpolen, das an die Sowjetunion gefallen war. Von 1975 bis 1998 gehörte Żółkiewka zur Woiwodschaft Breslau.

## Sehenswürdigkeiten
- Windmühle

## Söhne des Ortes
- Rudolf von Seydlitz-Kurzbach (1812–1870), Rittergutsbesitzer und Hofbeamter